# Gemulung (Kerek)
Gemulung is een bestuurslaag in het regentschap Tuban van de provincie Oost-Java, Indonesië. Gemulung telt 5338 inwoners (volkstelling 2010).